# ダ・ヴィンチの謎 ニュートンの奇跡
『ダ・ヴィンチの謎 ニュートンの奇跡―「神の原理」はいかに解明されてきたか』（ダ・ヴィンチのなぞ ニュートンのきせき かみのげんり はいかにかいめいされてきたか）は、芥川賞作家・三田誠広による、宗教と科学の歴史を書いた書籍である。2007年3月に祥伝社新書として発行された。
まえがきで著者は、映画『ダ・ヴィンチ・コード』でレオナルド・ダ・ヴィンチとアイザック・ニュートンの神秘主義が描かれ、謎解き暗号としてのフィボナッチ数列が描かれたことに対して、異議を唱えようとしたと書いている。ダ・ヴィンチからニュートンに到る時代は科学と宗教が不可分で、科学は宗教をより深めるものであったという立場で、科学者を描き、一方でイエス・キリストと弟子たちについても描いている。ナポレオンにラプラスが「神というような仮説は不要である」と言い放つが、ハイゼンベルクの不確定性原理が生まれ、アインシュタインが「神はサイコロ遊びを好まれないであろう」といったという話で締めくくられている。神と人間の壮絶な知恵くらべのドラマを描こうとしたと書いている。

## 書誌情報
- 『ダ・ヴィンチの謎 ニュートンの奇跡―「神の原理」はいかに解明されてきたか』  三田誠広、祥伝社（2007年2月27日） ISBN 4396110626